# ユグノー教徒 (オペラ)

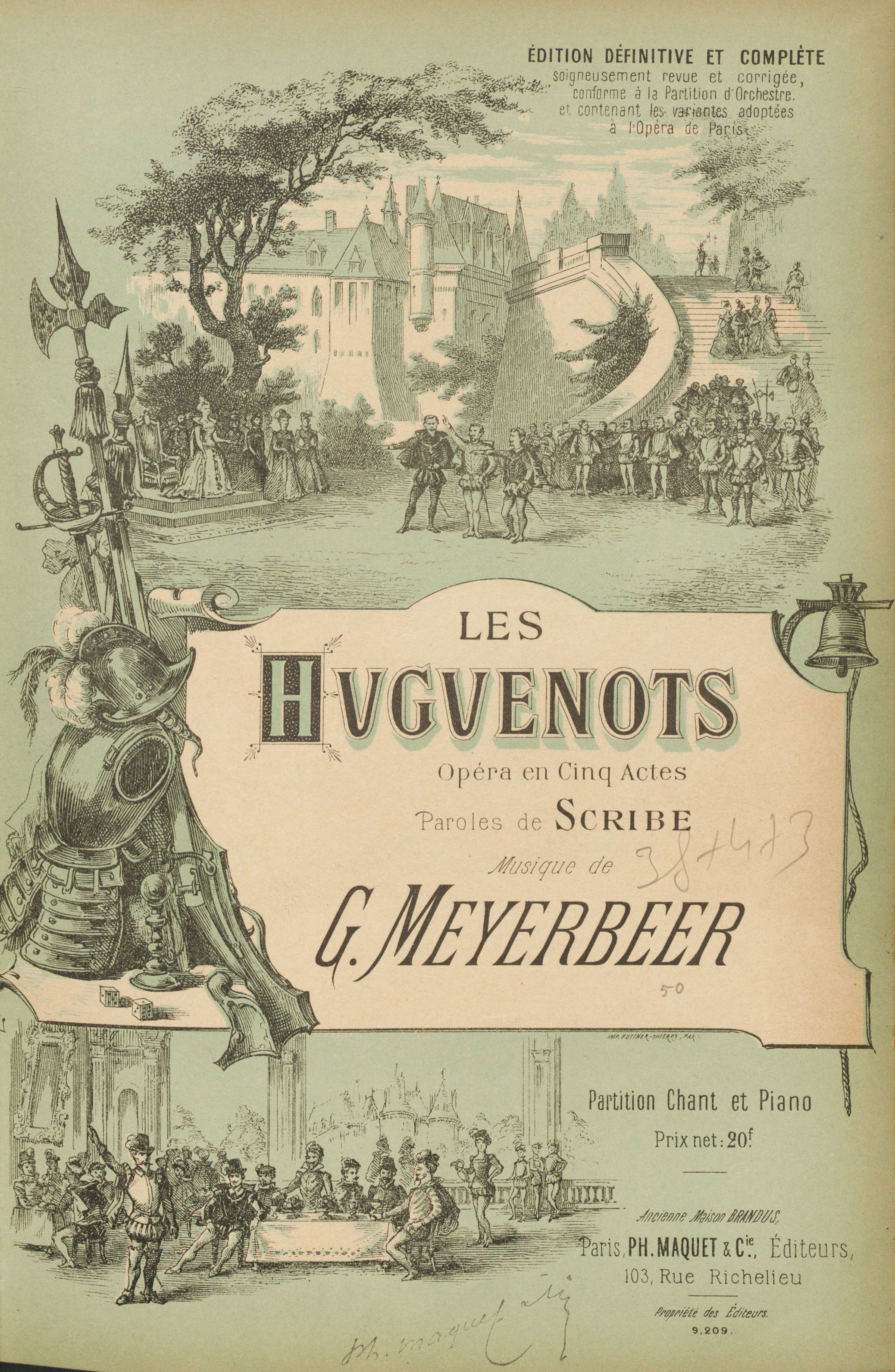
ボーカルスコアの表紙（1900年）

『ユグノー教徒』（ユグノーきょうと、仏: Les Huguenots）は、ジャコモ・マイアベーアによる5幕3場のグランド・オペラで、ウジェーヌ・スクリーブとエミール・デシャンのフランス語のリブレットに基づいている。初演はパリ・オペラ座（サル・ペルティエ）で1836年2月29日にフランソワ・アントワーヌ・アブネックの指揮、歌手は当時の大歌手たちであるジュリー・ドリュ・グラとコルネリー・ファルコン（ソプラノ）、アドルフ・ヌーリ（テノール）、プロスペル・ルヴァスール（バス）らによって上演された。『悪魔のロベール』の大成功に次いで作曲されたオペラで、マイアベーアにとっては11番目のオペラであり、パリ・オペラ座向けの2作目のオペラである。1572年8月24日の「サンバルテルミの虐殺」の史実に基づいている。

## 概要

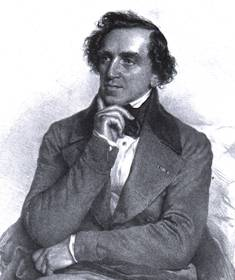
ジャコモ・マイアベーア

『ユグノー教徒』はマイアベーアの前例のないほどの成功をした傑作と考えられ、フランス風のグランド・オペラのプロトタイプとなったことで、ワーグナー（第4幕のラウルとヴァランティーヌのデュエットが『トリスタンとイゾルデ』の中に想起される）や後にパリ・オペラ座向けにフランス語のグランド･オペラを作曲することになるヴェルディやベルリオーズ、ビゼー、グノー、チャイコフスキー、ムソルグスキーなどへも影響を与えた。『ユグノー教徒』は1906年5月16日に1,000回目の上演を記録し、パリ・オペラ座で1,000回以上上演された初めてのオペラとなった。
19世紀には一世を風靡したオペラであり、近年の欧米ではグランド・オペラの再評価と共に再び注目を集め始めている。上演時間の長さなどは、バレエ・シーンをカットしたり、繰り返しや冗長な部分をカットするなど現実的な対応が各劇場の演出方針によりなされている。作品の意義については、「サンバルテルミの虐殺を起こした宗教的狂信は、21世紀になって過去のものになるどころか、世界の各地で新たな犠牲者を生み出している。あらゆる形の不寛容に対する告発として、《ユグノー教徒》は今日的意義の再評価が高まっている。もちろんそこに永遠の愛の美しさが浮かび上がるからだが。」（澤田肇）という賛辞も見られる。

## リブレットと音楽

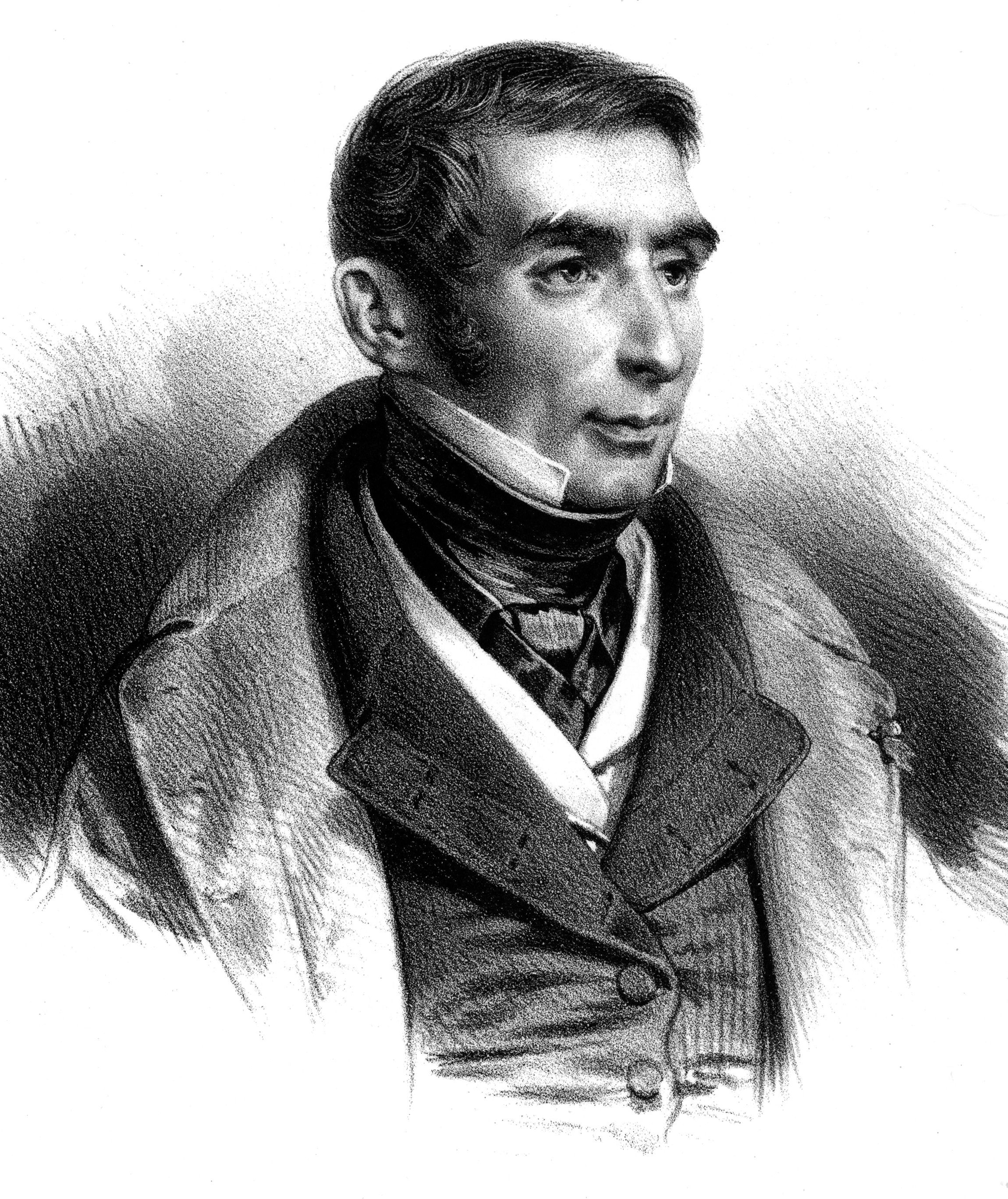
ベルナール・ロマン・ジュリアンによるスクリーブ

ウジェーヌ・スクリーブは19世紀のオペラ台本においてヒット作を連発し、また傑出した作家と言える。スクリーブは、一貫して教会権力に反発する方針を堅持していた。フランス革命で特権階級の一部を構成していた僧侶も糾弾された後のフランスにおいては、このスタンスは十分に受け入れられた。『ユグノー教徒』、『預言者』、また、ジャック・アレヴィの『ユダヤの女』においても宗教的不寛容が主題として取り上げられ、いずれもヒットしている。「観客の度肝を抜く鮮烈な一瞬――それがスクリーブの真骨頂である。自然の脅威を目の当たりにした時と同じく、激しい衝撃に揺さぶられたなら、心は自然と『生まれ変わる』」（岸純信）というのがフランス・オペラ関係者の一致した見解である。
管弦楽については、創意工夫に富んでおり、斬新な手法で書かれている。管弦楽の大家に数えられるベルリオーズは『ユグノー教徒』を高く評価しており、1844年に著した『現代楽器法および管弦楽法大概論』に『ユグノー教徒』と『悪魔のロベール』からの使用例を引用している。ベルリオーズは感謝を込めてマイアベーアへ同書を送っている。このオペラの上演を満足できるレベルで行うには、7人の一級の歌手が必要であり、上演時間も音楽だけで4時間を要することから、劇場の支配人には相応の負担がかかる。

## 近年のリバイバル

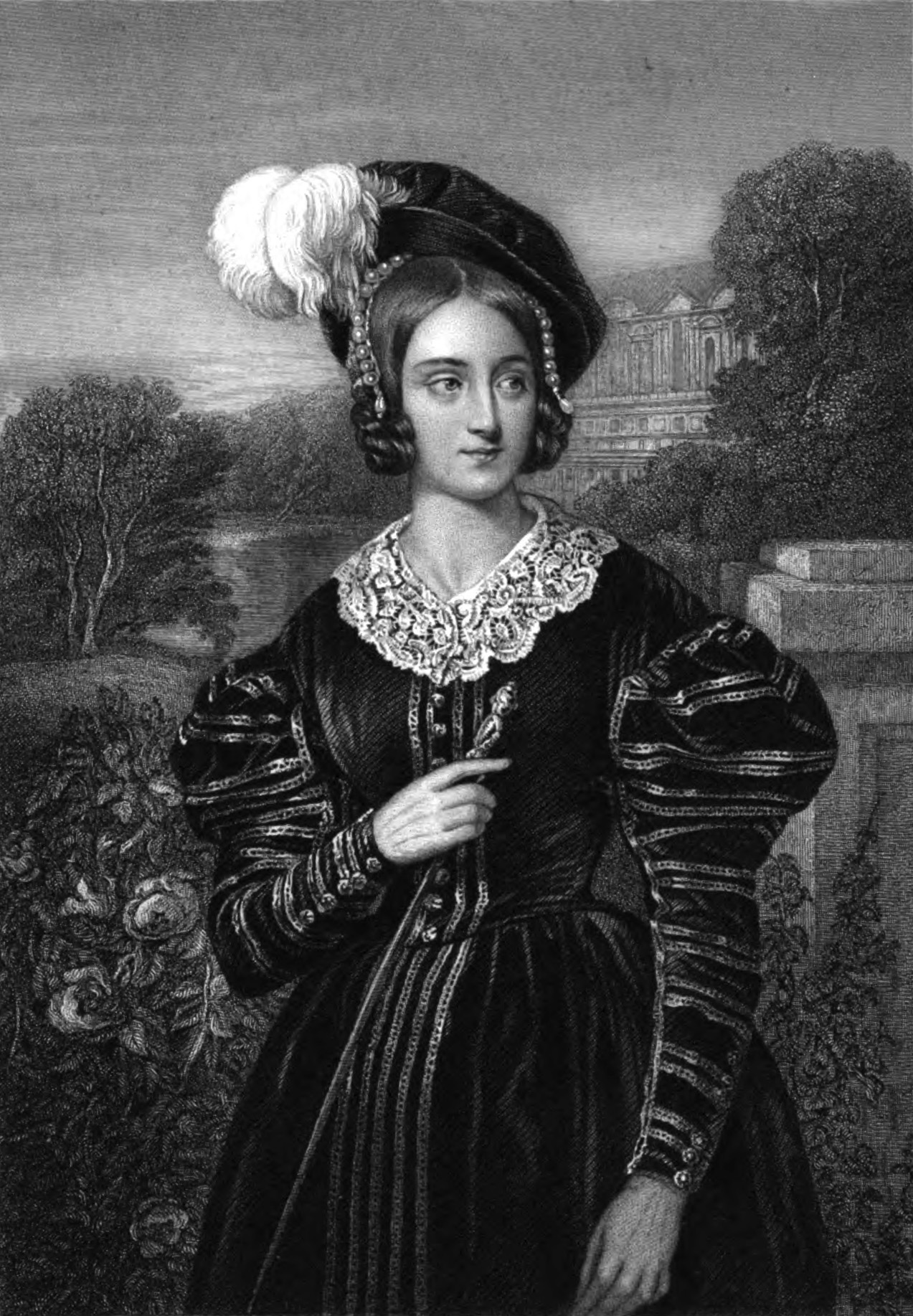
マルグリットを演じるジュリー・ドリュ・グラ

オペラハウスの演目から『ユグノー教徒』が20世紀後半に減少したのは、第二次世界大戦の莫大な経済的損失が原因である。それでもジョーン・サザーランドとリチャード・ボニング夫妻の活躍など、擁護する人物も決して少なくはなかった。サザーランドは自らの1990年の引退公演に『ユグノー教徒』を選択した。
2011年のブリュッセルのモネ劇場でのオリヴィエ・ピィの演出、マルク・ミンコフスキの指揮による上演は豪華な舞台で注目され、非常に好評を得た。このプロダクションは2012年にストラスブールのライン国立歌劇場においてダニエレ・カッレガーリの指揮で再演された。ベルリン・ドイツ・オペラは2012年からマイアベーア・サイクルを開始しており、初年度は『ディノーラ』（Dinorah）をコンサート形式にて行い録音している。2015年には『ヴァスコ・ダ・ガマ』（『アフリカの女』の初稿）をロベルト・アラーニャ、ソフィー・コッシュ、ニーノ・マチャイゼらを起用して実現し、2016年11月
にはフアン・ディエゴ・フローレスらを起用して『ユグノー教徒』を上演し、好評を得た。2014年6月から11月にかけてはニュルンベルク歌劇場で、トビアス・クラッツアーの演出で上演された。2016年3月にはニース歌劇場にて、このプロダクションが再演された。　2018年9月から10月にかけては、パリ・オペラ座では同歌劇団の350周年を記念して、久々に上演されることが発表された。配役はブライアン・イーメル（ラウル）、エルモネラ・ヤホ（ヴァランティーヌ）、ディアナ・ダムラウ（マルグリット・ド・ヴァロワ）、ニコラ・テステ（マルセル）、カリーヌ・デエー（ユルバン）ほか、演出はアンドレアス・クリーゲンブルク、指揮はミケーレ・マリオッティほかとなっている。ドレスデン・ゼンパーオーパーも2019年6月から7月にかけてアレクサンドル・ヴェデルニコフの指揮、ペーター・コンヴィチュニーの演出により、ヴェネラ・ギマディエヴァ、ジョン・オズボーン、フラシュイ・バッセンツらの配役で、上演する予定となっている。
オペラ受容の歴史の浅い日本においては、『ユグノー教徒』はまったく知られておらず、いまだに上演されていない。これは単純に金銭面で収益が見込めないことと、上演時間の長さのため終電に間に合わない、といった問題が改善できないからである。

## 初演後の世界への広がり
1836年以降に制作された都市は下記の通りである。なお、都市や国家の当局による検閲により一部の劇場では演目名や設定を修正して上演された。

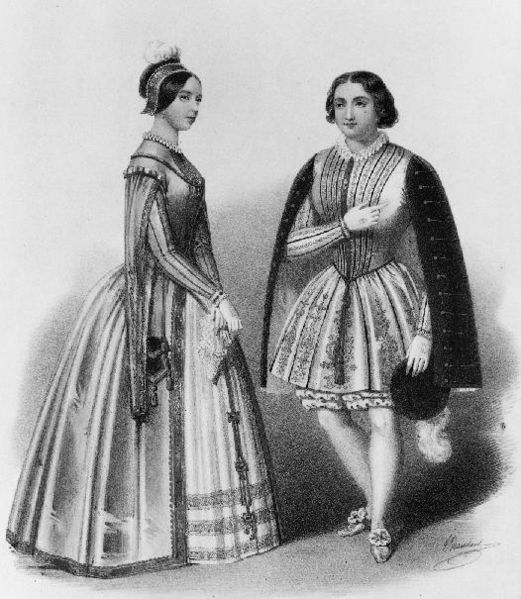
ヴァランティーヌ役のポリーヌ・ヴィアルドとユルバン役のマリエッタ・アルボニ、1848年のロイヤル・オペラでの上演時のリトグラフ

- 1837年：ケルン（『ナバラのマルガレータ』（Margaretha von Navarra）という演目名にて、ドイツ語による上演）、ライプツィヒ（ドイツ語による上演）、デン・ハーグ、ブリュッセル
- 1838年：ミュンヘン（『聖公会教徒と清教徒』（Die Anglikaner und Puritaner）という演目名にて、ドイツ語による上演）、ドレスデン
- 1839年：バーゼル（ドイツ語による上演）、ジュネーヴ、ブダペスト（ドイツ語による上演。ハンガリー語による上演は1852年）、ニューオリンズ（米国初演）、ウィーン（『ピサのギベリン』 （Die Gibellinen in Pisa）という演目名にてドイツ語による上演）
- 1840年代：リヴィウ（1840年）、プラハ（1840年：ドイツ語による上演）、フィレンツェ（1841年：『聖公会教徒』（Gli Anglicani）という演目名にてイタリア語による上演）、チューリッヒ（1841年）、ストックホルム（1842年、スウェーデン語による上演）、ベルリン（1842年：ドイツ語による上演）、ロンドン（1842年：ドイツ語による上演。フランス語による上演は1845年、イタリア語による上演は1848年：ユルバンの配役がマリエッタ・アルボニのために書き直された際のもの）、オデッサ（1843年）、コペンハーゲン（1844年：デンマーク語による上演）、ニューヨーク（1845年：フランス語による上演、メトロポリタン歌劇場での上演は1884年）、アーヘン（1848年）、ハバナ（1849年）
- 1850年代：ヘルシンキ（1850年）、サンクトペテルブルク（1850年：イタリア語による上演。1862年に『教皇派と皇帝派』（I Guelfi e I Ghibellini）という演目名にてロシア語による上演）、シュチェチン（1850年）、バンベルク（1850年）、リガ（1850年）、シュトゥットガルト（1851年）、トリエステ（1851年）、 クレルモン＝フェラン（1853年）、リスボン（1854 ; イタリア語による上演）、ハノーファー（1855年）、ヴェネツィア（1856年）、ミラノ（スカラ座、1856年）、バルセロナ（1857年：イタリア語による上演）、ジェノヴァ（1857年）、ダブリン（1857年）、ニース（1857年）、マドリード（1858年：イタリア語による上演）、ワルシャワ（1858年：ポーランド語による上演）、アルジェ（1858年）
- 1860年代：ポルト（1863年）、シドニー（1863年：英語による上演）、ローマ（1864年）、メキシコシティ（1865年）、コンスタンティノープル（1866年）、マルタ（1869年）
- 1870年代：カイロ（1870年）、ブエノス・アイレス（1870年：イタリア語による上演）、リオ・デ・ジャネイロ（1870年）、ブカレスト（1876年）、ザグレブ（1878年）、モスクワ（1879年)
- 1890年代：ナポリ（1890年）、カターニア（1891年）、ボローニャ（1892年）、キエーティ（1895年）、パルマ（1896年）
- 1900年代：アレッサンドリア（1901年）、クレーマ（1902年）、モデナ（1902年）、バーリ（1903年）、リュブリャナ（1904年）、サッサリ（1906年）、アンコーナ（1908年）、トラーパニ（1908年）、 クレモナ（1909年）
- 1910年代：シラキュース（1911年）、フィラデルフィア（1913年）、レッチェ（1914年）、パレルモ（1914年）、トリノ（1915年）
- 1920年代：ソフィア（1922年：ブルガリア語による上演）、ピアチェンツァ（1923年）、タリン（1924年）、ブレシア（1925年）、エルサレム（1926年：ヘブライ語による上演）
- 1930年代：カウナス（1932年）、ヴェローナ（1933年）

1950年代以降の上演記録
- 1950年代：レニングラード（1951年）、バーミンガム（1951年）、ウィーン（1955年）、ミラノ（1955年：コンサート形式、指揮：トゥリオ・セラフィン、ラウル役：ジャコモ・ラウリ＝ヴォルピ）、ハンブルク（1958年）
- 1960年代：ロンドン（1960年）、ミラノ（1962年、指揮：ジャナンドレア・ガヴァッツェーニ、マルグリット：ジョーン・サザーランド、ヴァランティーヌ：ジュリエッタ・シミオナート、ユルバン：フィオレンツァ・コッソット、ラウル：フランコ・コレッリ、マルセル：ニコライ・ギャウロフ、イタリア語による上演）、リール（1960年）、ルーアン（1964年）、ヘント（1964年）、マルセイユ（1967年、ジェジュ・エチュベリ、ラウル：トニー・ポンセ、マルグリット：アンドレ・エスポジート）、ヴェルヴィエ（1967年）、ディジョン（1967年）、トゥーロン（1967年）、ニーム（1967年）、サンテチエンヌ（1967年）、ロンドン（1968年：コンサート形式、指揮：リチャード・ボニング、マルグリット：ジョーン・サザーランド、ヴァランティーヌ：マルティーナ・アローヨ）、ニューヨーク（1969年：コンサート形式、ラウル：トニー・ポンセ、マルグリット：ビヴァリー・シルズ）
- 1970年代：ウィーン（1971年：コンサート形式、ラウル：ニコライ・ゲッダ）、バルセロナ（1971年）、トゥールーズ（1972年：ミシェル・プラッソンのカピトール劇場芸術監督就任記念上演）、ロサンゼルス（1973年）、ライプツィヒ（1974年）、キエフ（1974年）、ゲルゼンキルヒェン（1974年）、ニューオーリンズ（1975年）、パリ（1976年、ラウル：アラン・ヴァンゾ）
- 1980年代：シドニー（1981年）、ベルリン（1987年、指揮：ヘスス・ロペス・コボス、ヴァランティーヌ：ピラール・ローレンガー、ラウル：リチャード・リーチ）、モンペリエ （1988年：コンサート形式、ヴァランティーヌ役：フランソワーズ・ポレ、ラウル役：リチャード・リーチ、ベルリオーズ・オペラの開場記念上演）。
- 1990年代 : シドニー（1990年；1981年のプロダクションの再演）、サンフランシスコ（1990年）、ロンドン（1991年）、ベルリン（1991年）、ノヴァーラ（1993年）、リュブリャナ（1997年）ドゥブロヴニク（1998年）、ベルリン（1998年）、リトミシュル（1998年）、ビルバオ（1999年）
- 2000年代：ニューヨーク（2002年：コンサート形式、指揮：イヴ・クウェラー、ラウル：マルチェッロ・ジョルダーニ、マルティーナ・フランカ）、フランクフルト（2002年）、メス（2004年）
- 2005年6月：リエージュ（ワロン王立歌劇場、ワロン王立歌劇場管弦楽団および合唱団、演出：ロベール・フォルチューヌ、指揮：ジャック・ラコンブ、歌手：アニック・マシス（マルグリット）、バルバラ・デュクレ（ヴァランティーヌ）、ジル・ラゴン（ラウル）、マリー・ベル・サンディス（ユルバン）、ディディエ・アンリ（ヌヴェール伯爵）、フィリップ・ルイヨン（サン･ブリ伯爵）ほか[13]）
- 2009年8月：アナンデール・オン・ハドソン（アメリカ合衆国ニューヨーク州、バード・サマー・スケイプ、バード・カレッジのソスノフ劇場、アメリカ交響楽団および合唱団、演出：サッデセウス・ストラッスバーガー、指揮：レオン・ボッツタイン、歌手：エリン・モーリー（マルグリット）、アレクサンドラ・デショーティーズ（ヴァランティーヌ）、マイケル・スパイアーズ（ラウル）、マリー・ルノルマン（ユルバン）、アンドリュー・シュローダー（ヌヴェール伯爵）、ジョン・マーカス・ビンデル（サン･ブリ伯爵）、ピーター・ヴォルペ（マルセル）ほか[14]
- 2010年2月/3月：マドリード（テアトロ・レアル、マドリード王立劇場管弦楽団および合唱団、指揮：レナート・パルンボ、歌手：アニック・マシス（マルグリット）、ジュリアンナ・ディ・ジアコモ（ヴァランティーヌ）、エリック・カトラー（ラウル）、カリーヌ・デエー（ユルバン）ほか、コンサート形式による上演）[15]
- 2011年6月：ブリュッセル（モネ劇場、モネ交響楽団および合唱団、演出：オリヴィエ・ピィ、指揮：マルク・ミンコフスキ、歌手：マルリス・ペーターゼン（マルグリット）、エリック・カトラー/ジョン・オズボーン（ラウル）、ミレイユ・ドゥルンシュ（ヴァランティーヌ）、ユリア・レージネヴァ（ユルバン）、ジャン＝フランソワ・ラポワント（ヌヴェール伯爵）、フィリップ・ルイヨン（サン･ブリ伯爵）、フランソワ・リス/ジェローム・ヴァルニエ（マルセル）ほか[16][17][18]
- 2012年3月：ストラスブール（ライン国立歌劇場、ストラスブール・フィルハーモニー管弦楽団およびライン国立歌劇場合唱団、演出：オリヴィエ・ピィ、指揮：ダニエレ・カッレガーリ、歌手：ローラ・エイキン（マルグリット）、グレゴリー・クンデ（ラウル）、ミレイユ・ドゥルンシュ（ヴァランティーヌ）、カリーヌ・デエー（ユルバン）、マルク・バロー（ヌヴェール伯爵）、フィリップ・ルイヨン（サン･ブリ伯爵）、ヴォイテク・シュミレク（マルセル）ほか[16]
- 2014年6月：ニュルンベルク（ニュルンベルク州立劇場、シュターツフィルハーモニー・ニュルンベルクおよびニュルンベルク州立劇場合唱団、演出：トビアス・クラッツアー、指揮：グイド・ヨハネス・ラムスタット、歌手：リア・ゴードン（マルグリット）、ウーヴェ・スティッカート（ラウル）、フラシュヒ・バッセンツ（ヴァランティーヌ）、ユディタ・ナギョーヴァ（ユルバン）、マルティン・ベルナー（ヌヴェール伯爵）、ニコライ・カーノルスキー（サン･ブリ伯爵）、ランダル・ジャコブシュ（マルセル）ほか[8]
- 2016年3月：ニース（ニース歌劇場、ニース・フィルハーモニー管弦楽団およびニース歌劇場合唱団、演出：トビアス・クラッツアー、指揮：ヤニス・プスプリカス、歌手：シルヴィア・ダッラ・ベネッタ（マルグリット）、ウーヴェ・スティッカート（ラウル）、クリスティーナ・パサオイウ（ヴァランティーヌ）、エレーヌ・ル・コール（ユルバン）、マルク・バロー（ヌヴェール伯爵）、フランシス・デュジィアク（サン･ブリ伯爵）、ジェローム・ヴァルニエ（マルセル）ほか[19]
- 2016年9月から2017年4月にかけて：キール（キール歌劇場、キール・フィルハーモニー管弦楽団およびキール歌劇場合唱団、演出：ルーカス・ヘムレブ、指揮：ダニエル・カールベルク、歌手：ダニエラ・ブルエラ（マルグリット）、アントン・ロシツキー（ラウル）、ロリ・ギルボー/アグニエスカ・ハウザー（ヴァランティーヌ）、カロラ・ソフィー・シュミット（ユルバン）、高田智宏（ヌヴェール伯爵）、イェルク・サブロウスキ（サン･ブリ伯爵）、ティモ・リーホネン（マルセル）ほか[20]
- 2016年10月から2017年2月にかけて：ヴュルツブルク（マインフランケン歌劇場、ヴュルツブルク・フィルハーモニー管弦楽団およびマインフランケン劇場合唱団、演出：菅尾友、指揮：エンリコ・カレッソ、歌手：クラウディア・ソロキーナ（マルグリット）、ウーヴェ・スティッカート/ダニエル・マグダル（ラウル）、カレン・リーバー（ヴァランティーヌ）、ジルケ・エヴァース（ユルバン）、ダニエル・フィオルカ（ヌヴェール伯爵）、ブライアン・ボイス（サン･ブリ伯爵）、トマシュ・ラフ（マルセル）ほか[21]
- 2016年11月から2017年2月にかけて：ベルリン（ベルリン・ドイツ・オペラ、ベルリン・ドイツ・オペラ管弦楽団および合唱団、演出：デヴィット・オールデン、指揮：ミケーレ・マリオッティ /イド・アラッド、歌手：パトリツィア・チョーフィ/ショバーン・スタッグ（マルグリット）、ファン・ディエゴ・フローレス/ヨセップ・カン（ラウル）、オレーシャ・ゴロヴネヴァ（ヴァランティーヌ）、ヤナ・クルコヴァ/アイリーン・ロバーツ（ユルバン）、マルク・バロー（ヌヴェール伯爵）、デレク・ウェルトン（サン･ブリ伯爵）、アンテ・ジェルクニカ（マルセル）、内山太佑（レッツ）ほか[22]　[23]
- 2017年10/11月：ブダペスト（ハンガリー国立歌劇場、ブダペスト・フィルハーモニー管弦楽団および合唱団、演出：ヤノーシュ・シコラ、指揮：オリヴェル・フォン・ドホナーニ、歌手：オーソリャ・ハイナルカ・レーザー（マルグリット）、ラースロー・ボルディザール（ラウル）、キンガ・クリスタ（ヴァランティーヌ）、ヤナ・クルコヴァ/メリンダ・ハイター（ユルバン）、チャバ・シャーンドル（ヌヴェール伯爵）、デレク・ウェルトン（サン･ブリ伯爵）、ゲーザ・ガーボル（マルセル）ほか[24]。なお、このプロダクションは2019年1月に再演されることが発表されている[25]。

## 登場人物
| 人物名                     | 声域     | 役                                   | 初演時のキャスト (1836年2月29日) 指揮者： フランソワ・アントワーヌ・アブネック |
| -------------------------- | -------- | ------------------------------------ | ------------------------------------------------------------------------------ |
| マルグリット・ド・ヴァロワ | ソプラノ | ナヴァールの王妃                     | ジュリー・ドリュ・グラ                                                         |
| ラウル・ド・ナンジ         | テノール | ユグノー教徒の騎士                   | アドルフ・ヌーリ                                                               |
| ヴァランティーヌ           | ソプラノ | サン･ブリ伯爵の娘                    | コルネリー・ファルコン                                                         |
| ユルバン                   | ソプラノ | マルグリットの小姓                   | マリア・フレシュー                                                             |
| マルセル                   | バス     | ユグノー教徒の兵士でラウルの家来     | ニコラ・プロスペル・ルヴァッスール                                             |
| ヌヴェール伯爵             | バリトン | カトリック教徒の貴族                 | プロスペル・デリヴィ                                                           |
| サン･ブリ伯爵              | バリトン | カトリック教徒、ヴァランティーヌの父 | ジャン＝ジャック＝エミール・セルダ                                             |
| ボワ・ロゼ                 | テノール | ユグノー教徒の兵士                   | フランソワ・ヴァルテル                                                         |
| モルヴェール               | バリトン | カトリック教徒の貴族                 | ベルナデ                                                                       |
| タヴァンヌ                 | テノール | カトリック教徒の貴族                 | イヤサント・マテュラン・トレヴォー                                             |
| コッセ                     | テノール | カトリック教徒の貴族                 | ジャン＝エティエンヌ＝オギュスト・マッソル                                     |
| トーレ                     | テノール | カトリック教徒の貴族                 | ルイ・エミール・ヴァルテル                                                     |
| ドゥ・レット               | バリトン | カトリック教徒の貴族                 | アレクサンドル・プレヴォスト                                                   |

- 合唱：カトリックとユグノー教徒の女性たち、裁判所の紳士、兵士、小姓、市民、民衆、修道士、学生
- バレエ団：必要、ただし省略する演出もある。

## 初演時の衣装

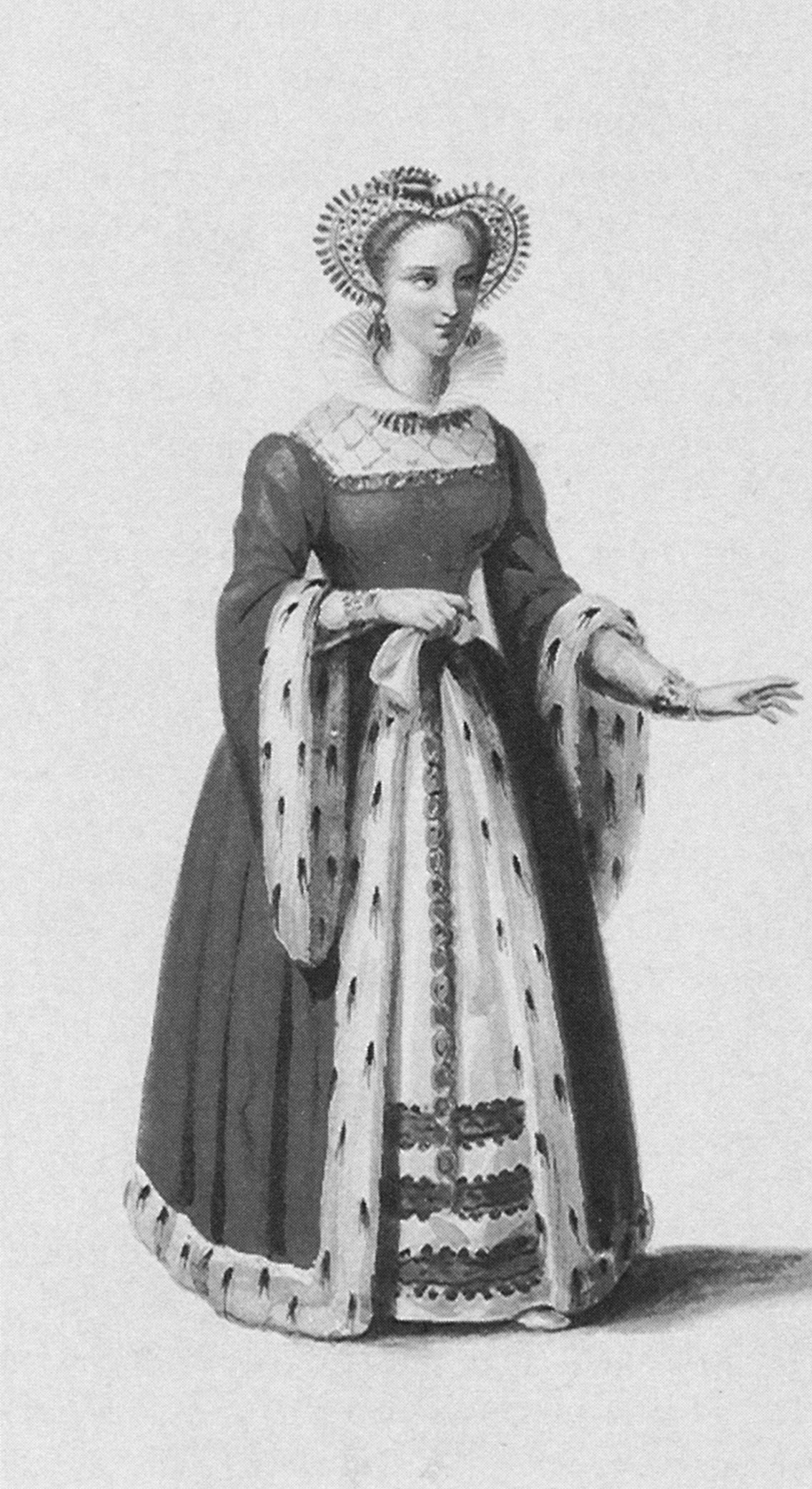
マルグリット役のドリュ・グラ
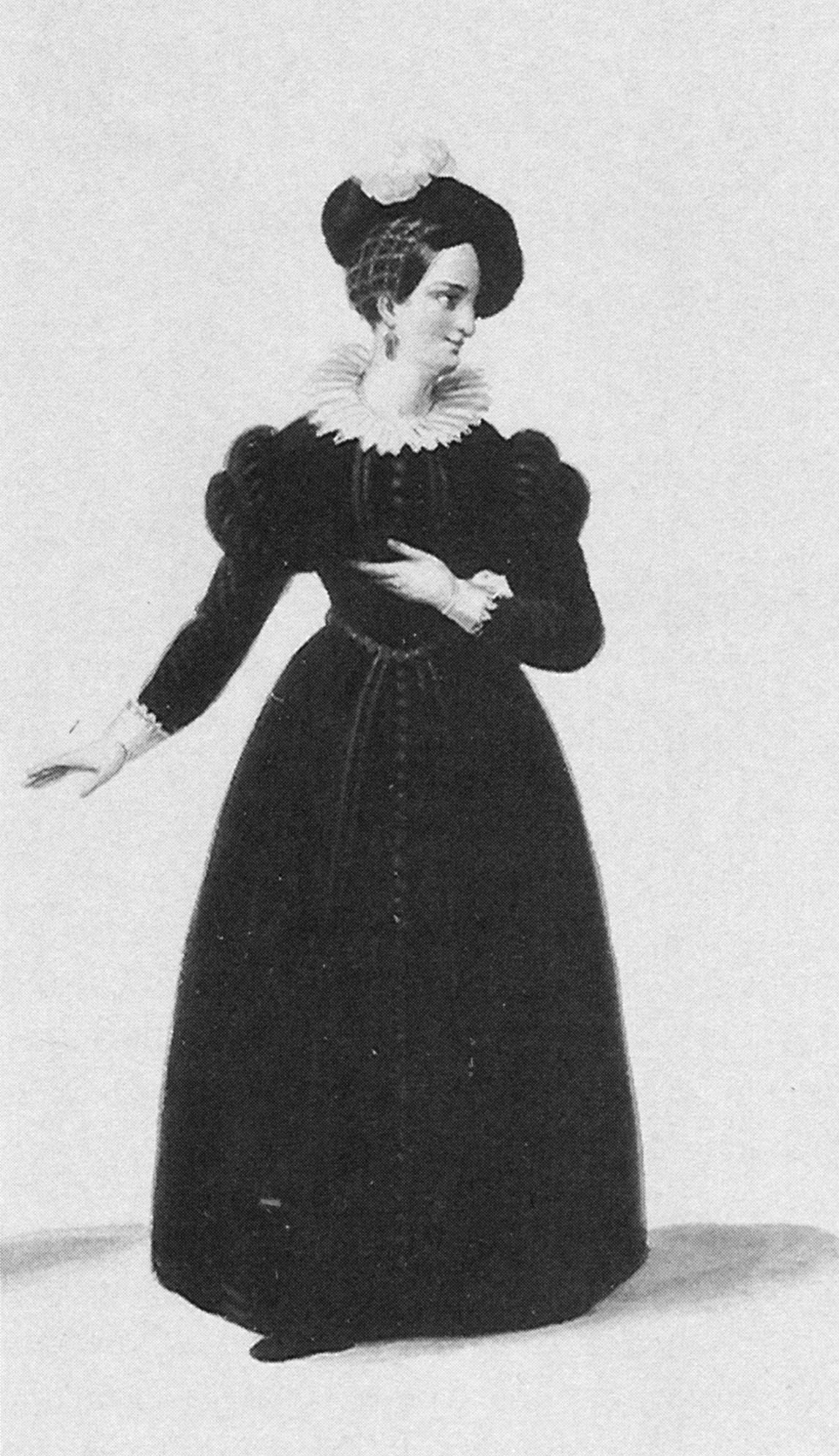
ヴァランティーヌ役のファルコン
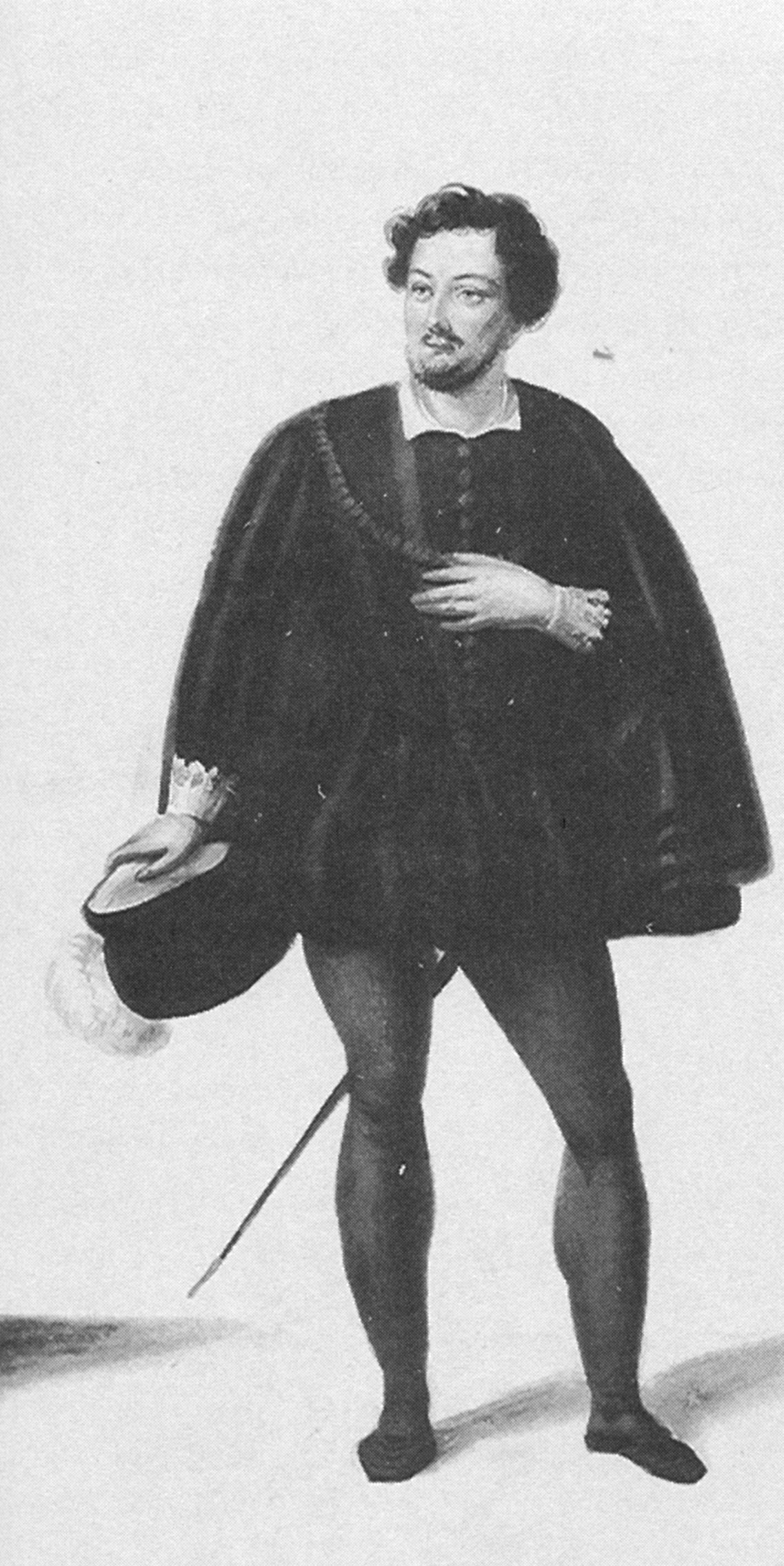
ラウル役のヌーリ
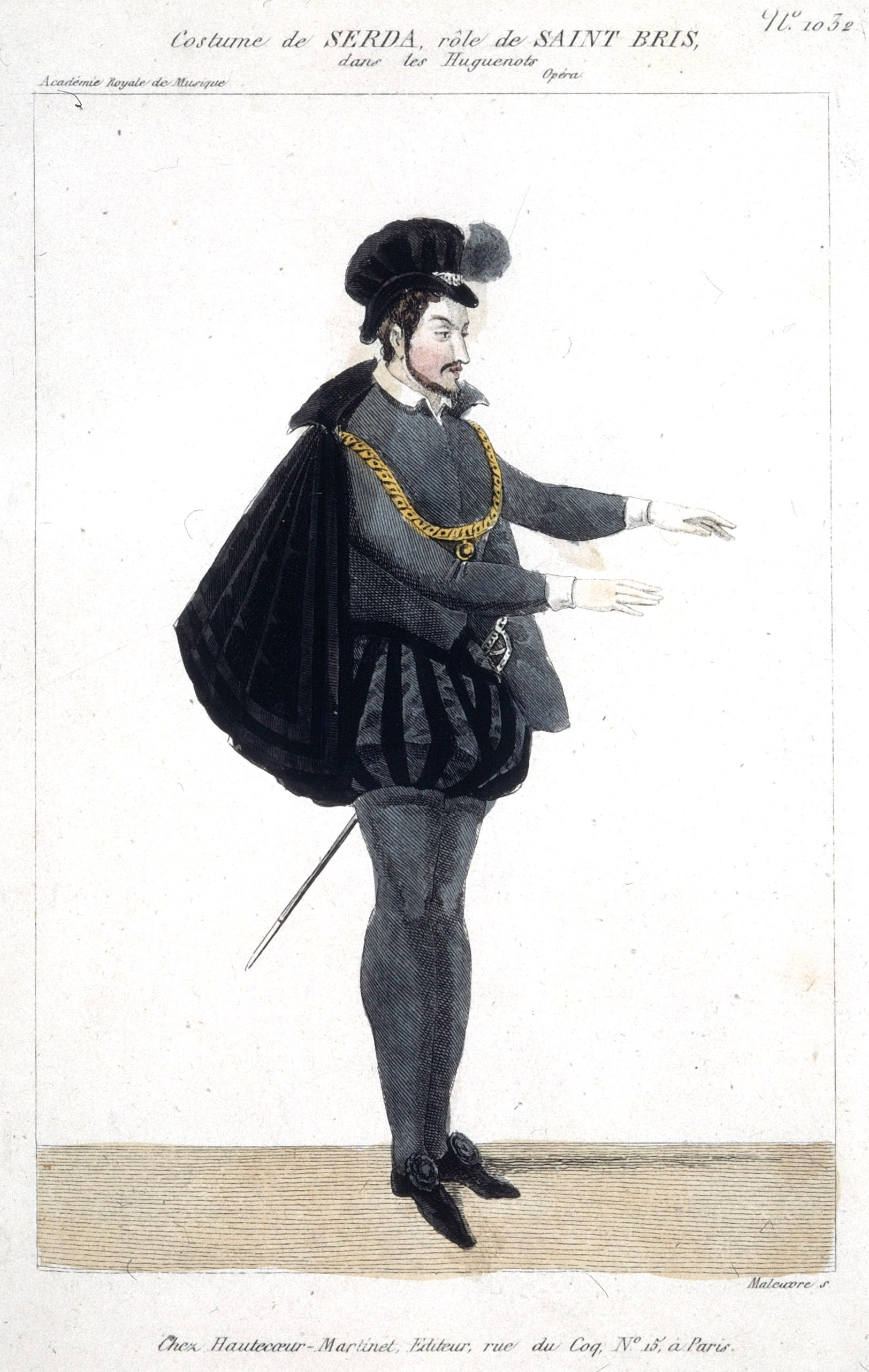
サン・ブリ役のセルダ
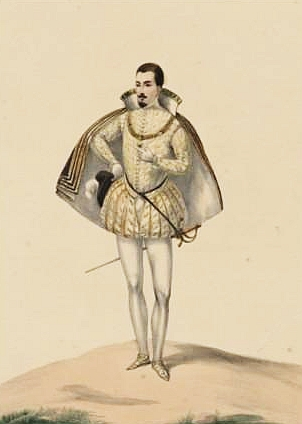
ヌヴェール役のデリヴィ

## あらすじ
時代は1572年の夏に進行する。

### 第1幕
トゥーレーヌのヌヴェール伯爵の城の広間

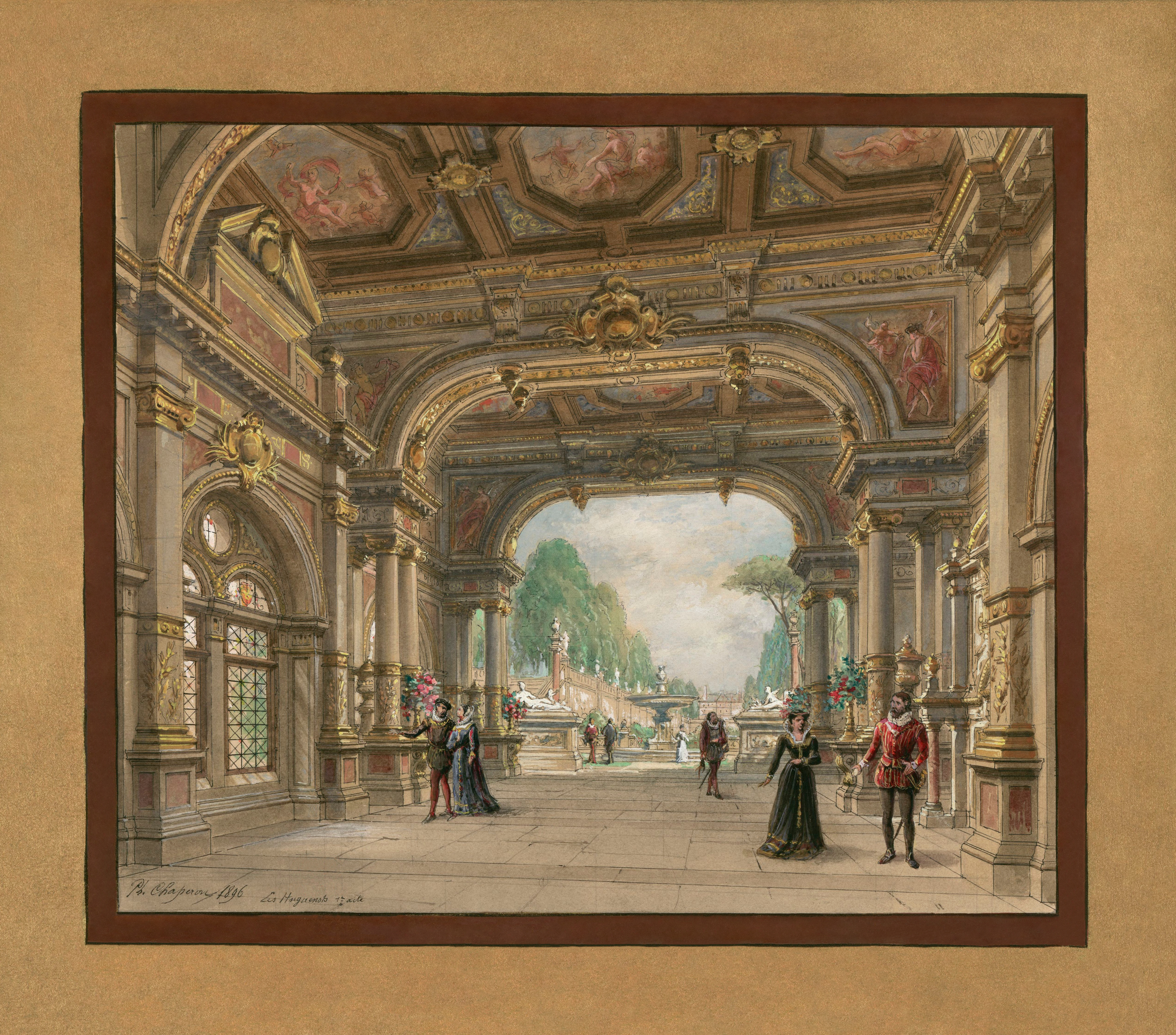
フィリップ・シャペロンによる第1幕のためのデザインのスケッチ（1896年）

マルティン・ルターの最もよく知られた讃美歌「神はわがやぐら」のメロディをもつ短い序奏で始まるが、これは当初意図されたより規模の大きい序曲に置き換えられたものである。ヌヴェール伯爵がカトリック教徒を晩餐に招き、みなが楽しんでいる。ヌヴェール伯爵は「今晩はユグノー教徒のラウル・ド・ナンジを招いてあるのだ」と告げると、みなは動揺する。そこでヌヴェール伯爵が、王は実はカトリック教徒とユグノー教徒の間の平和を望んでいるのだと説明する。そこにラウルが現れ、みながテーブルにつくと、ヌヴェール伯爵はラウルに、余興に一つ君の恋の歌を披露してくれないかと頼む。これに応えて、ある日助けた名も知らぬ婦人に対する気持ちを、ヴィオラ・ダモーレの独奏によるロマンス「白貂より白く」 (Plus blanche que la blanche hermine) にて歌う。ユグノー教徒でラウルの家来であるマルセルは、このような邪悪な仲間の中に主人であるラウルがいるのを見て驚嘆する。ラウルはマルセルを黙らせようとするが、ルター派の讃美歌「神はわがやぐら」を歌い始める。ヌヴェール伯爵はマルセルに酒を勧めることを所望し、マルセルはユグノー教徒の兵士がラ・ロシェルの戦いでカトリック教徒を打ち破った時の歌「ピフ・パフ」をピッコロ、ファゴット、シンバル、ドラムを主体にしたグロテスクな伴奏で歌うと、カトリック教徒たちは歌詞が面白いので大喜びする。そこへヌヴェール伯爵の許婚ヴァランティーヌが急な来客として現れたので、ヌヴェール伯爵は席を外す。マルグリット王妃がユグノー教徒とのカトリック教徒の争いを収めるために、彼女にユグノー教徒の騎士との結婚を命じたので、ヌヴェール伯爵との婚約を解消しなくてはならなくなったと告げに来たのだ。他の客たちと一緒に婦人の姿を覗き見たラウルは、彼女こそ、いつか自分が助けて以来忘れられない婦人であることに気付く。しかし2人の様子から、その婦人がヌヴェール伯爵の愛人だと誤解してしまう。そこにマルグリット王妃の小姓ユルバンが、王妃により「今晩目隠しをして古い塔まで来るように」と書かれたラウル宛の手紙を持って来て渡したので、ラウルはそれに従うことにする。伯爵らは、その手紙がマルグリット王妃の直筆の手紙であることを認めて、ラウルに対する態度を改め、ラウルを見送る。

### 第2幕
シュノンソー城の庭園

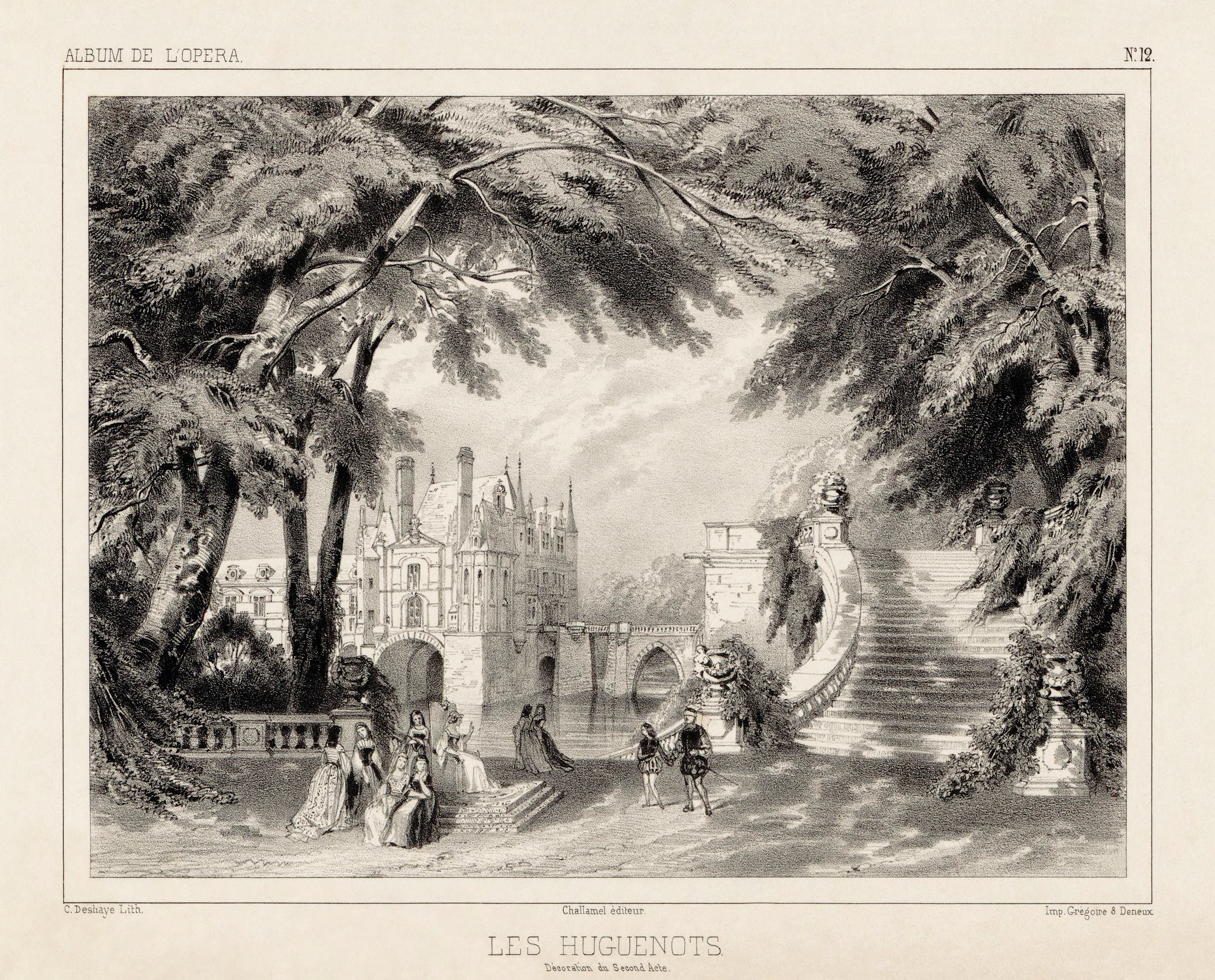
セレスタン・デシェイスによるリトグラフ：ラウルが目隠しをされ、マルグリッド・ド・ヴァロワの前に連れて行かれる場面（1836年）

マルグリット王妃が小姓ユルバンに支えられた鏡に見入りながら、アリア「おお麗しの地トゥーレーヌよ！」（O beau pays de la Touraine）を歌う。そこにヴァランティーヌが現れ、マルグリット王妃はヴァランティーヌに、ユグノー教徒との不安定な和平を強固なものするため、あなたとラウルを結婚させたかったのだと理由を説明する。ヴァランティーヌはマルグリット王妃にヌヴェール伯爵との婚約は解消出来たが、父であるサン･ブリ伯爵がユグノー教徒との結婚を決して許さないだろうとの懸念を伝える。すると王妃は、自分がサン･ブリ伯爵を説得すると約束する。女官たちは水浴のため、裸に近い水着で川に入って行く。小姓のユルバンは影からその光景を覗き見して楽しんでいる。ダンスを伴った女声合唱「木陰の美しい娘たち」が歌われる。この場面は第1幕の男声合唱と対をなす官能的な場面である。そこへユルバンがラウルの到着を告げると、目隠しをされたラウルが通され、女官たちは凛々しい騎士の姿にため息をつくが、王妃の命令でその場を退く。ラウルは王妃と周囲の光景の美しさに恍惚となり、王妃と二重唱「気高く美しい、魅惑の人」を歌い、2人の当惑は同じ節で続いて歌われる歌で2人の声が重なり、さらにカバレッタで情熱をほとばしらせる。王妃は私に恋をしてはなりませんよとたしなめる。そして、王妃は国王がカトリック教徒とユグノー教徒の争いを収めるために、ユグノー教徒の長である貴方とカトリック教徒のサン･ブリ伯爵の娘との結婚を望んでいるのだとラウルに説明すると、ラウルは承諾する。ヌヴェール伯爵とサン･ブリ伯爵が登場し、王妃はラウルとサン･ブリ伯爵に、今回の結婚により両派が恒久和平を享受するように誓わせ、両派がア・カペラとオーケストラ伴奏の劇的な交代の中で恒久平和を歌う。そして、王妃がヴァランティーヌをラウルに引き合わせる。思いがけない再会に驚く2人に、王妃は国の和平のため結婚するように願うが、ヴァランティーヌがヌヴェール伯爵の愛人だと誤解しているラウルは、彼女とは結婚できないと公然と拒否する。恥をかかされたカトリック教徒の貴族たちは復讐を誓う。マルセルはカトリック教徒と交わろうとしたラウルを非難し、両派は互いに決闘だと叫ぶ。マルグリットが王家の前で剣を抜くとはと諌め、衛兵に両派の剣を収めさせるが、対立は激化する。フィナーレのストレッタが静かに始まるが、一同は驚きから憤りが燃え上がり、グランド･オペラらしいダブル・コーラスでの迫力と斬新な管弦楽による緊迫感のある音楽で興奮の坩堝となり、幕を閉じる。

### 第3幕
夕暮れ時のパリ、セーヌ川の左岸のプレ・オー・クレール地区

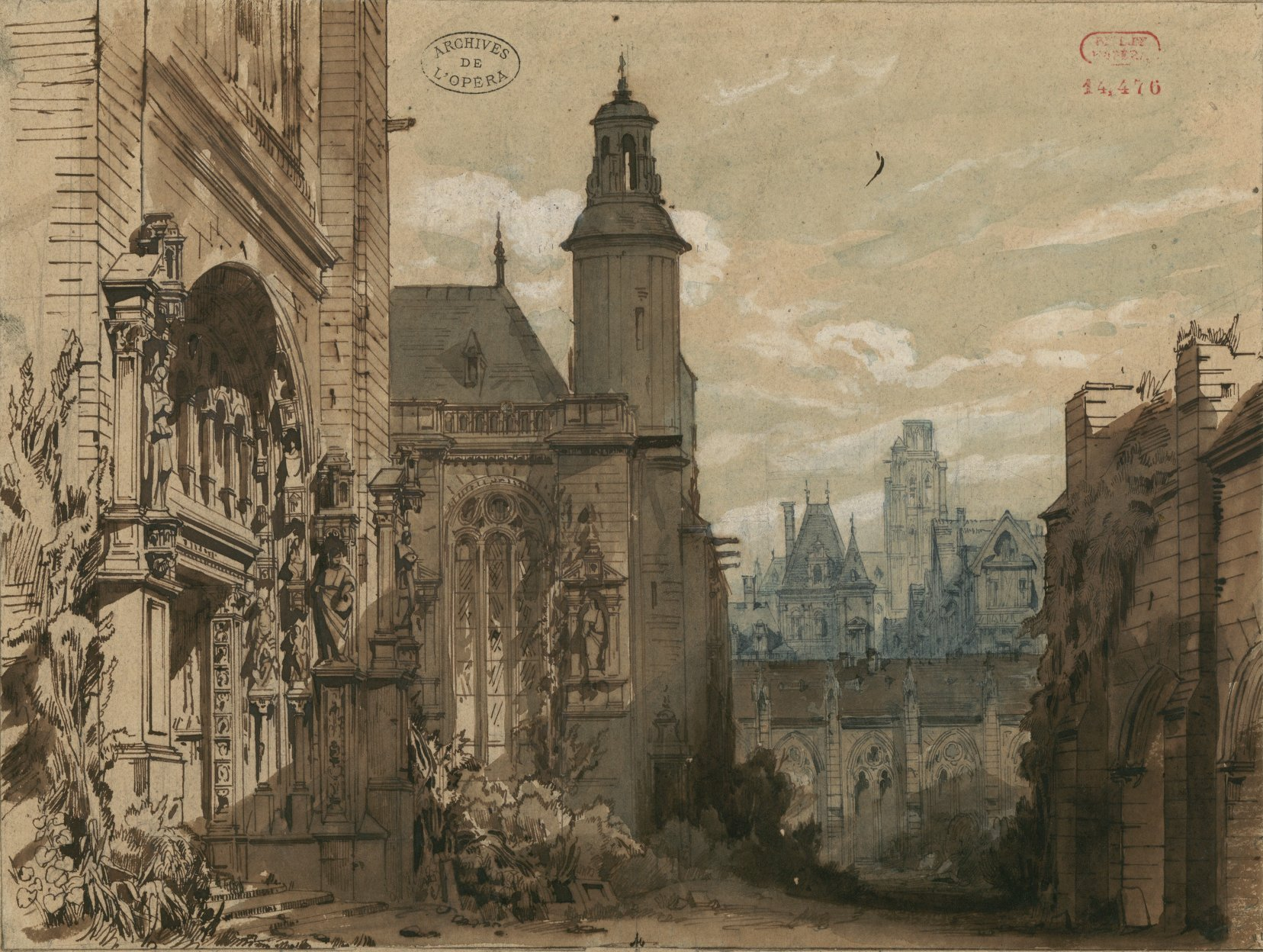
エドゥアール・デシャンによる第3幕用のスケッチ（1838年）

幕は、市民、兵士、教会の信者たちとジプシーの大規模な群衆による場面設定で開く。享楽を求める民衆の合唱に続いて、居酒屋ではユグノーの兵士たちの一団がア・カペラにて彼らの指導者コリニー提督を賞賛する好戦的なラタプランのコーラスを歌う。一方、教会からはカトリック教徒の尼僧のコーラスが聖歌アヴェ・マリアを歌って、予定されていたヴァランティーヌとヌヴェール伯爵の結婚を祝う。両派の緊張は高まるが、ジプシー娘たちの踊っているジプシーダンスで、思いがけず緊張が緩む。ラウルとの結婚が取り止めになって、ヌヴェール伯爵とその日結婚式を挙げたヴァランティーヌが教会に一人残って祈りを捧げている。その時ラウルの従者マルセルが、教会から出たサン･ブリ伯爵にラウルからの決闘状を渡す。サン･ブリ伯爵は部下に、このことはヌヴェール伯爵には内密にするように言う。すると、部下はラウルを闇討ちにするので決闘をする必要はないと言う。それを聞いたヴァランティーヌは、顔にヴェールをかけてマルセルを探し、ラウルの危険を忠告するが、時すでに遅く、ラウルがやってきてしまう。ラウルとサン･ブリ伯爵は介添人を伴って「己の正義を信ぜり」の七重唱が歌われ、決闘の決意が示される。マルセルがこれは罠だとささやくが、ラウルは逃げず正々堂々と決闘するのだと言って逃げず、カトリック教徒の敵に囲まれてしまう。マルセルが叫んで助けを求めると、居酒屋からユグノー兵士が出て来て、その場はユグノー教徒とカトリック教徒の戦いになる。そこへ偶然通りかかったマルグリット王妃が両派に剣を収めさせて、流血の惨事は防がれる。マルグリット王妃はマルセルに、その日は王妃がサン･ブリ伯爵の娘ヴァランティーヌに命じて婚約を解消に行かせたのだと言い、初めて真実が明らかになる。そこに元の婚約者ヌヴェール伯爵が、豪華に飾り立てた船でヴァランティーヌを伴って現れる。サン･ブリ伯爵がヴァランティーヌはヌヴェール伯爵と結婚式を挙げてしまったことを明らかにする。

### 第4幕
ヌヴェール伯爵の館のヴァランティーヌ寝室の外、1572年8月23日の夜。

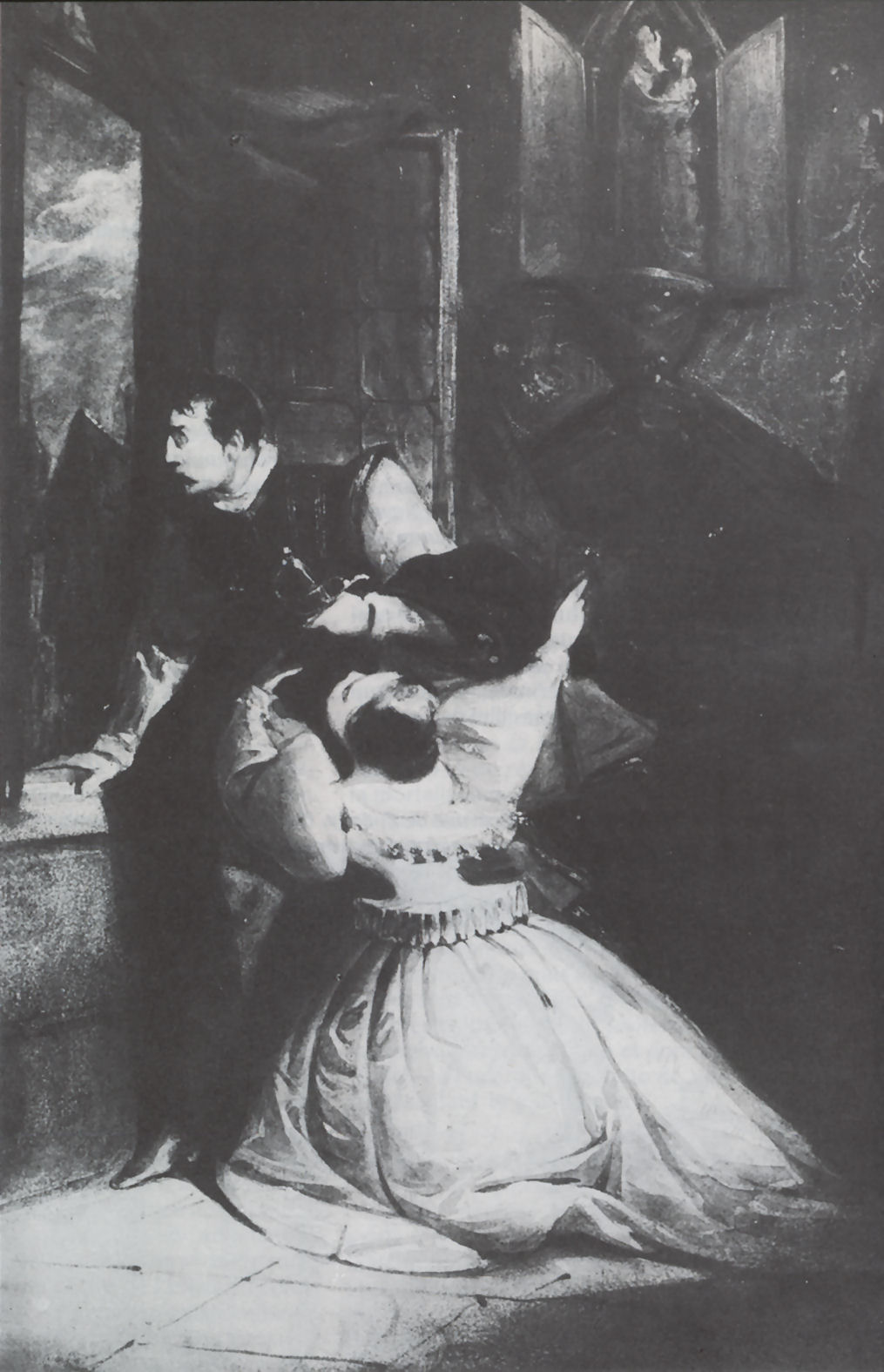
エメ・ド・ルミュのリトグラフ：ラウルが虐殺が始まっているとして仲間に知らせに行こうとするが、ヴァランティーヌが引き留めようとする場面。

ヌヴェール伯爵の館で、ヴァランティーヌがロマンス「涙の間に」を歌い、ラウルへの変わらぬ愛と、愛のない結婚をしたことを嘆いていると、ラウルが最後の別れを告げに来る。父サン･ブリ伯爵と夫ヌヴェール伯爵が来るので、彼女はラウルを隠し、彼らが鐘の音を合図にユグノー教徒全員を虐殺する計画を話すのを聞く。ヌヴェール伯爵は虐殺を拒絶し、自らの剣を折ってしまったので逮捕され、殺されてしまうが、ヴァランティーヌは夫を改めて尊敬する。この剣の奉献式の場面では、「この神聖なる大義のために、怖れることなく従え」がヌヴェール伯爵の処刑を挟んで2回歌われる。2回目は厚みのあるユニゾンのオーケストラ伴奏を伴い、華麗に締めくくられる。みなが去った後、ヴァランティーヌはラウルを引き止め、「ああ！いずこへ？」を歌って愛を告白する。しかし、ラウルは情熱的なカヴァティーナ「あなたが本当に私を愛してくれていたとは」を歌って応えるが、死を覚悟で仲間に危険を知らせるために、バルコニーから飛び降りて行く。この場面の名高い二重唱とはとりわけ、感動的である。

### 第5幕

#### 第1場
ネスル館の舞踏会場、1572年8月23日及び24日夜。
ユグノー教徒たちがアンリ・ド・ナヴァールとマルグリットの結婚を祝っていると、ラウルが駆けつけて、みなに危険を知らせ、武器をとるよう促す。しかし時既に遅く、ユグノー教徒の惨事は始まってしまう。

#### 第2場
墓地に隣接する小さな教会、1572年8月23日および24日のパリの夜。

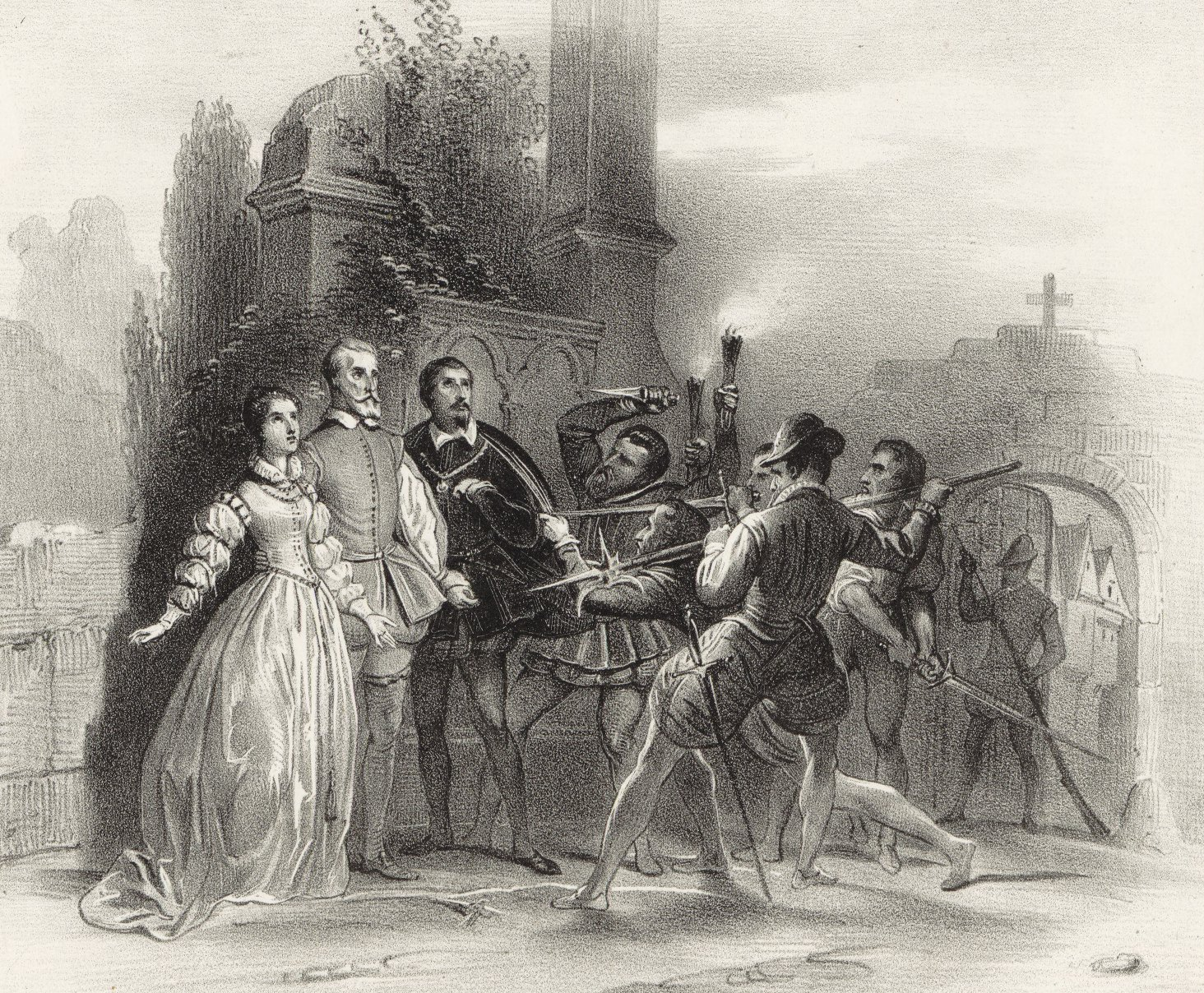
アシール・ドゥヴェリアのリトグラフ：ラウル、ヴァランティーヌ、マルセルの3人がカトリック教徒に捉えられてしまう場面（1836年）

負傷したユグノー教徒が教会に運ばれて行く。ラウルは女子供までを虐殺する狂信者たちを呪う。ヴァランティーヌが、マルセルと負傷したラウルのいるユグノーの教会に駆けつけ、命を救うためにラウルに改宗を勧めるが、彼は受け付けない。彼女は夫ヌヴェール伯爵が殺害されたと告げ、自分がユグノーに改宗すると言い、気高いアリア「あなたが死ぬのを見過ごすとでも！」を歌い、マルセルから洗礼を受ける。 そして、マルセルは即席の婚礼を取り仕切る。この場面でのバス・クラリネットのソロによる伴奏は特筆に値する素晴らしいものである。そうしている間にも銃声が聞こえ始め、カトリック教徒の兵士たちが押し寄せてきた時、マルセルは天国の幻影を見て恍惚となる。マルセルに促され、ラウルとヴァランティーヌも一緒にユニゾンでコラール「神はわがやぐら」を歌い、死を覚悟し、場面は最高潮に達する。

#### 第3場
パリの街角、1572年8月23日および24日のパリの夜。
マルセルとヴァランティーヌは深手を負ったラウルを支えながら、パリまで逃げる。しかし3人は、カトリック教徒の兵士たちに「改宗しないなら、地獄に落ちろ」と包囲されたところで、サン･ブリ伯爵に見つかり、即座に銃殺されてしまう。「誰だ」という問いに「ユグノー」と答えた3人の遺体に近づいた伯爵は、その1人が自分の娘であったことを知り、愕然とする。そこへマルグリットが現れ、殺戮を止めさせ幕が下りる。

## 演奏時間
第1幕:約55分、第2幕:約50分、第3幕:約50分、第4幕:約45分、第5幕:約25分。

## 楽器編成
- 木管楽器: ピッコロ1、フルート2、オーボエ2（2番は「イングリッシュホルン持ち替え）、クラリネット2、バスクラリネット 1、ファゴット4
- 金管楽器:ホルン4、トランペット4、ピストン式トランペット2、トロンボーン3、オフィクレイド（またはテューバ）
- 打楽器:ティンパニ、大太鼓、トライアングル、シンバル、タンブリン、小太鼓、タムタム
- ハープ2
- 弦五部（ヴィオラ・ダモーレ含む）
- 舞台裏:ピッコロ1、オーボエ2、F管クラリネット1、クラリネット6、ファゴット2、ホルン4、トランペット4、ピストン式トランペット1、トロンボーン2、オフィクレイド1、鐘3、大太鼓、トライアングル、シンバル、小太鼓

## 主な録音・録画
| 年   | 配役 マルグリット、 ヴァランティーヌ、 ユルバン、 ラウル、 マルセル、 ヌヴェール、 サン・ブリ                                                                      | 指揮者、 管弦楽団および合唱団                                                                          | レーベル                       |
| ---- | --- | --- | ------------------------------ |
| 1969 | ジョーン・サザーランド、 マルティナ・アローヨ、 ユゲット・トゥランジョー、 アナスタシオス・ヴレニオス、 ニコラ・ギュゼレフ、 ドミニク・コッサ、 ガブリエル・バキエ | リチャード・ボニング、 ニュー・フィルハーモニア管弦楽団、 アンブロジアン・オペラ合唱団                 | CD: Decca 430 549-2            |
| 1988 | ギレーヌ・ラファネル、 フランソワーズ・ポレ、 ダニエール・ボルスト、 リチャード・リーチ、 ニコラ・ギュゼレフ、 ジル・カシュマイユ、 ボリス・マルティノヴィチ       | シリル・ディードリシュ、 モンペリエ・フィルハーモニー管弦楽団 モンペリエ歌劇場合唱団                   | CD: Erato 2292-45027-2         |
| 1990 | ジョーン・サザーランド、 アマンダ・ターネ、 シュザンヌ・ジョンストン、 アンソン・オースティン、 クリフォード・グラント、 ジョン・プリングル、 ジョン・ウェグナー   | リチャード・ボニング、 オーストラリア・オペラ・バレエ管弦楽団 オーストラリア・オペラ合唱団             | CD: Opera Ausralia OPOZ56007CD |
| 1990 | ジョーン・サザーランド、 アマンダ・ターネ、 シュザンヌ・ジョンストン、 アンソン・オースティン、 クリフォード・グラント、 ジョン・プリングル、 ジョン・ウェグナー   | リチャード・ボニング、 オーストラリア・オペラ・バレエ管弦楽団 オーストラリア・オペラ合唱団             | DVD: Opus Arte OAF 4024D       |
| 1991 | アンジェラ・デニング、 ルーシー・ピーコック、 カミーユ・カパッソ、 リチャード・リーチ、 マルティン・ブラジウス、 レナス・カールソン、 ハルトムート・ヴェルカー     | ステファン・ゾルテス、 ベルリン・ドイツ・オペラ （イグナーツ・フランツ・カステッリによるドイツ語翻訳） | DVD: Arthaus Musik 100 156     |
| 2002 | デジレ・ランカトーレ、 アンナリーザ・ラスパリオージ、 サラ・アレグレッタ、 ワーレン・モック、 スン・ウォン・カン、 マルツィン・ボロニコウスキ、 ルカ・グラッシ     | レナート・パルンボ イタリア国際管弦楽団 ブラティスラヴァ室内合唱団                                     | CD: Dynamic CDS422             |